# Agathon

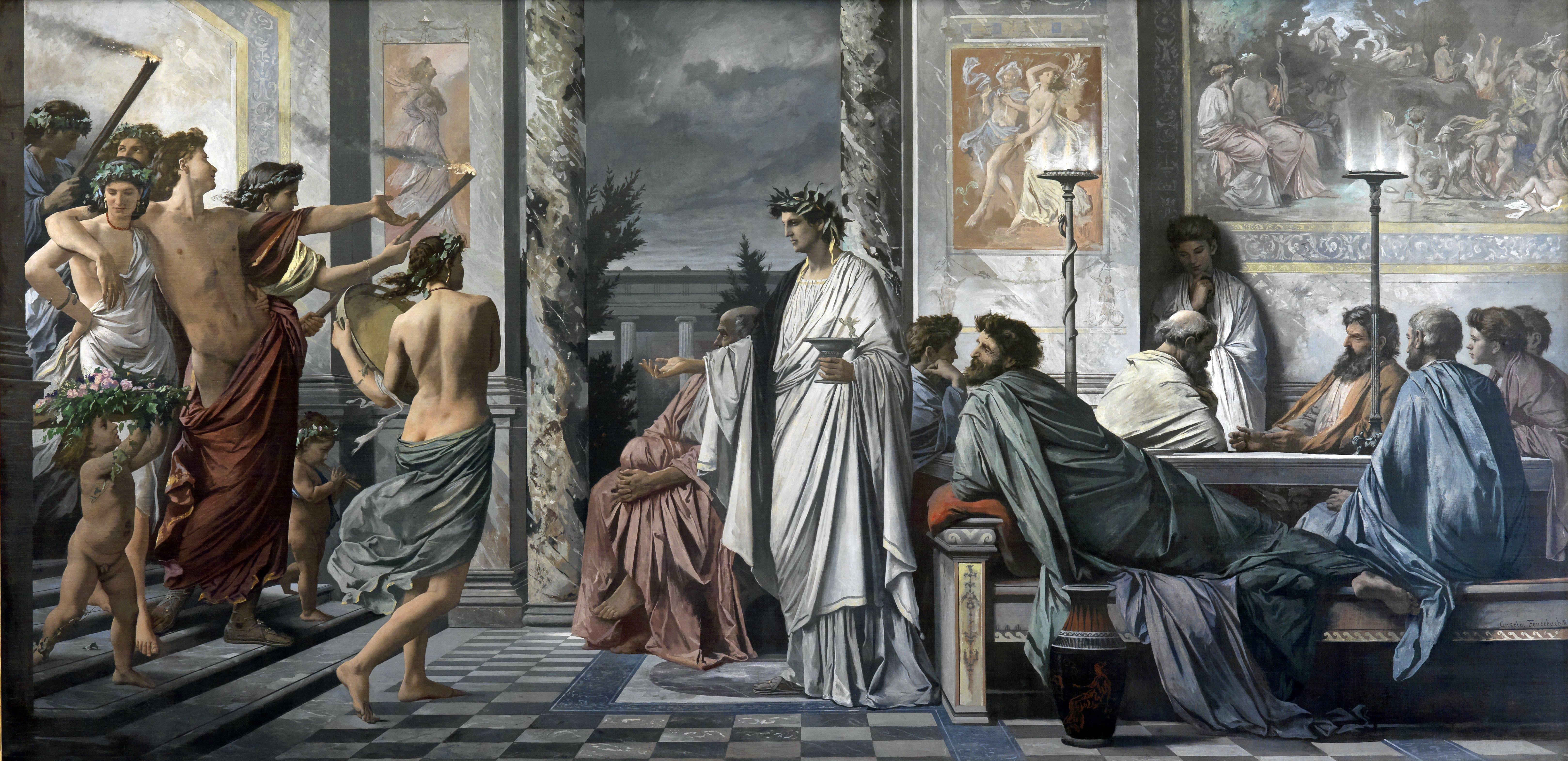

Agathon (grekiska Ἀγάθων, Agathon, latin Agathon), grekisk tragediförfattare i senare hälften av femte århundradet f.Kr (cirka 448-400 f.Kr.).
Agathon omtalas som framstående av både Platon och Aristoteles. I hans sorgespel "Blomman" var både handling och personer skaldens egen uppfinning och icke lånade från hjältesagan eller någon verklig tilldragelse. Agathon avskaffade körsångerna och ersatte dem med musikaliska mellanspel.
Till Agathons hus i Aten förlägger Platon den berömda dialogen "Gästabudet".